# Fehérörves halción
A fehérörves halción (Todiramphus albonotatus) a madarak osztályának szalakótaalakúak (Coraciiformes) rendjébe, ezen belül a jégmadárfélék (Alcedinidae) családjába tartozó faj.
Magyar neve forrással nincs megerősítve.

## Rendszerezése
A fajt Edward Pierson Ramsay ausztráliai ornitológus írta le 1885-ben, a Halcyon nembe Halcyon (Cyanalcyon) albonotata néven.

## Előfordulása
Pápua Új-Guineához tartozó Új-Britannia szigetén honos. A természetes élőhelye szubtrópusi és trópusi síkvidéki esőerdők. Állandó, nem vonuló faj.

## Megjelenése
Testhossza 16-18 centiméter.

## Életmódja
Nagyobb rovarokkal táplálkozik.

## Természetvédelmi helyzete
Az elterjedési területe egyetlen kisebb sziget, egyedszáma hétezer alatti és csökken. A Természetvédelmi Világszövetség Vörös listáján mérsékelten fenyegetett fajként szerepel.

## Külső hivatkozások
- Képek az interneten a fajról
- Xeno-canto.org - a faj hangja és elterjedési területe